# Gare de Fougeré
La gare de Fougeré est une gare ferroviaire française de la ligne des Sables-d'Olonne à Tours, située sur le territoire de la commune de Fougeré, dans le département de la Vendée, en région Pays de la Loire.
C'est une halte voyageurs de la Société nationale des chemins de fer français (SNCF) desservie par des trains TER Pays de la Loire circulant entre La Roche-sur-Yon et Chantonnay.

## Situation ferroviaire
Établie à 96 mètres d'altitude, la gare de Fougeré est située au point kilométrique (PK) 53,233 de la ligne des Sables-d'Olonne à Tours, entre les gares de La Chaize-le-Vicomte et Bournezeau.

## Histoire
Vers 1924, le Conseil municipal de la commune de Fougeré réclame plus de dessertes pour « l'arrêt de Fougeré », il compare notamment avec l'« arrêt de Sainte-Flaive-des-Loups » qui dispose d'une desserte par les trois trains montants et descendants.

## Service des voyageurs

### Accueil
Halte SNCF, c'est un point d'arrêt non géré (PANG) à accès libre. En 2015, la région des Pays de la Loire promet que l'abri de quai devrait être remplacé, avec l'aide du programme européen « Citizens rail » de développement des chemins de fer régionaux.

### Desserte
Fougeré est desservie par des trains TER Pays de la Loire omnibus circulant entre La Roche-sur-Yon et Chantonnay : 3 allers-retours en semaine de septembre à juin (1,5 le matin et 1,5 le soir) et un aller-retour le dimanche soir d'octobre à avril. Elle est aussi desservi par l'aller-retour La Roche-sur-Yon - Tours uniquement dans le sens vers Tours.

### Intermodalité
Un parking pour les véhicules est aménagé.